# Abell 2261
Abell 2261 è un ammasso di galassie situato in direzione della costellazione di Ercole alla sistanza di oltre 2,7 miliardi di anni luce dalla Terra.
Inserito nell'omonimo catalogo redatto da George Abell nel 1958, ha una classe di ricchezza 2 (in classe 2 sono gli ammassi costituiti da 80-129 galassie).
È stato uno dei 25 ammassi di galassie studiati con il Telescopio spaziale Hubble nel corso di una campagna di osservazioni denominata Cluster Lensing And Supernova survey with Hubble (CLASH) nel corso di un periodo di tre anni e mezzo (2010-2013).
L'ammasso è dominato dalla luminosa galassia ellittica gigante 2MASX J17222717+320757, alternativamente denominata per brevità A2261-BCG (BCG da Brightest Cluster Galaxy), che ha un diametro di circa un milione di anni luce ed è la galassia con il nucleo più vasto conosciuto che misura circa 10.000 anni luce. Le rilevazioni effettuate non hanno registrato l'usuale presenza di un picco di luminosità centrale che segnala indirettamente la presenza di un buco nero supermassiccio. Come possibili spiegazioni è stata proposta la presenza di una coppia di buchi neri che nell'atto della fusione hanno allontanato le stelle aumentando così le dimensioni del nucleo, o in alternativa la possibilità veramente singolare che il buco nero sia stato espulso dalla galassia in un'epoca relativamente recente disperdendo le stelle del nucleo su un più ampio raggio.